# Daniël Vanooteghem
Daniël Remi Cornelius Vanooteghem (Kortrijk, 25 november 1947 - Kortrijk, 6 juli 2011) was een Belgisch astroloog en wetenschapper. Hij was oprichter van het eerste spirituele tijdschrift in Vlaanderen, Para-Astro. Verder was hij een inspirator voor de vele cursisten die bij hem les volgden.

## Carrière
Vanooteghem was licentiaat chemie en doctoreerde vervolgens aan de Universiteit Gent. Hij doceerde chemie en fysica aan de Normaalschool in Kortrijk. Het was tijdens zijn onderwijscarrière dat hij, in zijn vrije tijd, de zoektocht naar het spirituele aanvatte. Vanooteghem verdiepte zich in de astrologie, de esoterie, het boeddhisme en de wereld van het onzichtbare.
Uiteindelijk besloot hij om van zijn hobby zijn werk te maken. Jaren gaf hij astrologielessen. In 1987 verscheen de eerste editie van het tijdschrift Para-Astro. In 1990 organiseerde Vanooteghem de eerste ‘Parascoopbeurs’.
Na zijn dood in 2011 werd de leiding van Para-Astro overgenomen door zijn dochter, Eva Vanooteghem. Inmiddels, anno 2019, werd Para-Astro gerestyled tot het spraakmakende, mindfultijdschrift Bloom.